# برايس جونسون (ملحن)
برايس جونسون (بالإنجليزية: James P. Johnson)‏ (و. 1894 – 1955 م) هو ملحن، وعازف بيانو، وعازف جاز أمريكي، ولد في نيو برونزويك، يستخدم آلات بيانو، بدأ مشواره المهني سنة 1912، توفي في نيويورك، عن عمر يناهز 61 عاماً، بسبب سكتة.

## وصلات خارجية
- برايس جونسون على موقع IMDb (الإنجليزية)
- برايس جونسون على موقع الموسوعة البريطانية (الإنجليزية)
- برايس جونسون على موقع ميوزك برينز (الإنجليزية)
- برايس جونسون على موقع قاعدة بيانات برودواي على الإنترنت (الإنجليزية)
- برايس جونسون على موقع قاعدة بيانات برودواي على الإنترنت (الإنجليزية)
- برايس جونسون على موقع قاعدة بيانات برودواي على الإنترنت (الإنجليزية)
- برايس جونسون على موقع إن إن دي بي (الإنجليزية)
- برايس جونسون على موقع أول ميوزيك (الإنجليزية)
- برايس جونسون على موقع ديسكوغز (الإنجليزية)
- برايس جونسون على موقع قاعدة بيانات الفيلم (الإنجليزية)

- برايس جونسون في قاعدة بيانات الأفلام على الإنترنت